# Préhistoire du Primorié

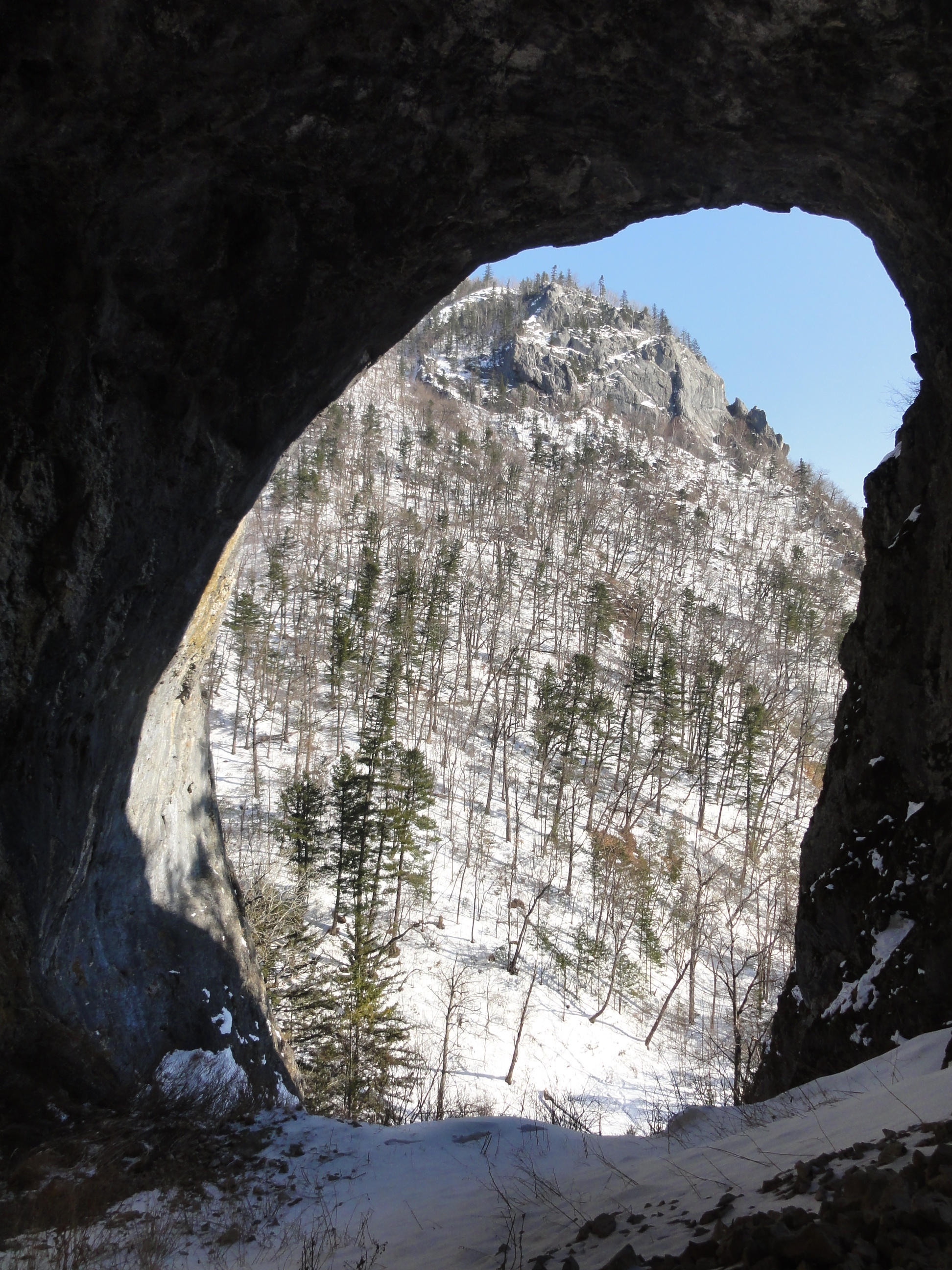
Grotte de la Porte du Diable, un des principaux sites archéologiques du Primorié.

La préhistoire du Primorié couvre, sur le territoire du Primorié, région actuelle de l'Extrême-Orient russe, la période comprise entre il y a environ 40 000 ans et les IVe et VIe siècles, lorsque la région passe sous l'influence partielle du royaume coréen de Puyŏ.
Les premières traces humaines connues dans la région sont datées de près de 40 000 ans avant le présent (AP). La culture d'Ossinovka, première culture archéologique connue dans le Primorié, apparait il y a environ 38 000 ans. Lors du dernier maximum glaciaire lui succède la culture d'Oustinovka, qui dure jusqu'à la fin du Tardiglaciaire. Le Primorié entretient alors des liens avec les cultures de Mandchourie, du Japon et de l'ile de Sakhaline entre autres. 
Le réchauffement climatique de l'Holocène ouvre la voie à des cultures de chasseurs-cueilleurs sédentaires, comme la culture de Roudnaïa, avec notamment pour site la grotte de la Porte du Diable, près de la ville de Dalnegorsk. Lui succèdent la culture de Boïsman, puis la culture de Zaïssanovka, avec laquelle l'agriculture arrive sur le territoire.  
La métallurgie du bronze arrive de Chine et de Corée voisines au IIe millénaire av. J.-C. L'Âge du bronze a notamment donné la culture de Margaritovka, la culture de Lidovka et la culture de Sini Gaï. Vers la fin des deux dernières commence l'Âge du fer, avec la culture de Yankovski, l'une des cultures les mieux documentées du Primorié. L'Âge du fer s'achève avec la culture de Kroounovka, puis les cultures de Poltsé et d'Olga. 

## Paléolithique

### Premiers peuplements

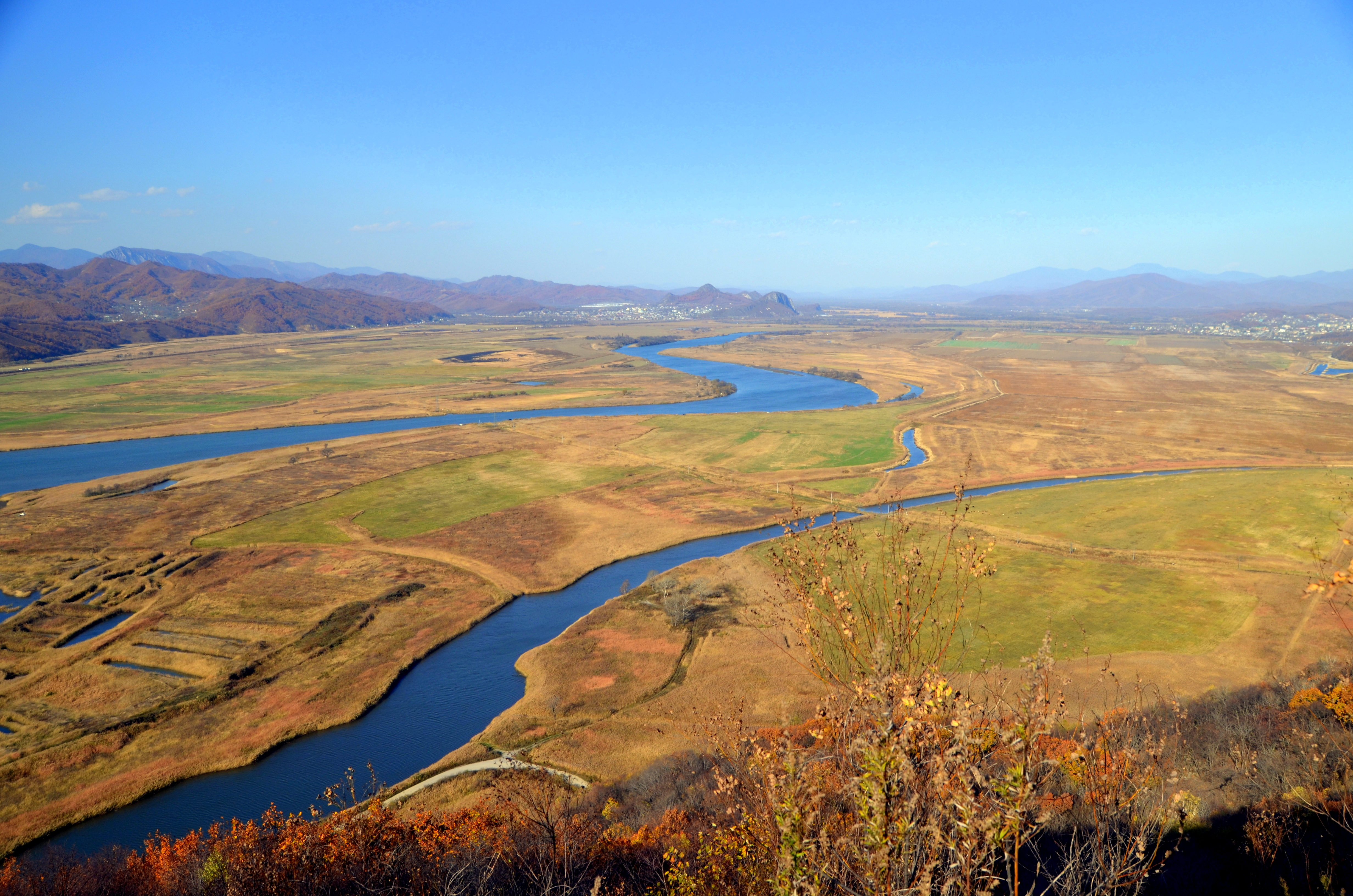
La vallée de la Partizanskaïa ; Iekaterinovka se situe en arrière-plan.

Le peuplement du Primorié est attesté il y a près de 40 000 ans. Les groupes humains étaient alors des chasseurs de mammouths et d'autres grands mammifères et des cueilleurs, avec un mode de vie nomade. Leur stratégie de chasse consistait parfois à pousser l'animal jusqu'à une falaise, le faire tomber puis l'achever avant de découper la viande. La première implantation humaine connue a été trouvée près du village d'Ossinovka (raïon de Mikhaïlovka), datée entre 40 000 et 35 000 ans AP. Il est probable que les rives de la Suifen étaient déjà occupées auparavant, mais aucune trace n'en a encore été trouvée,. Les fouilles archéologiques ont montré de larges similitudes entre les sites archéologiques du Primorié et ceux des Îles Kouriles, de Sakhaline et de la partie nord-est de l'île d'Hokkaidō.
Les fouilles d'Ossinovka ont livré des outils lithiques tels que des hachoirs et des grattoirs. Les sites les plus proches d'Ossinovka sont ceux des vallées de la Suifen et de la Melgounovka, ainsi que sur le littoral de la baie de l'Expédition (raïon de Khassan), avec là aussi des hachoirs et des lames rugueuses.
Des traces d'habitat paléolithique ont aussi été trouvées dans la grotte de la Société géographique, près du village de Iekaterinovka, dans le raïon de Partizansk, avec une occupation datée d'il y a environ 32 000 ans (̟± 1500 ans). Dans cette grotte, des restes de mammouth, d'un cheval, d'un cerf, de bisons et d'autres animaux ont été trouvés. Parmi les autres sites de cette époque, citons aussi Kroounovka 2, Vozdvijenka 3 (okroug urbain d'Oussouriïsk), Komarovka 14 (Oussouriïsk),, et la colline d'Iliouchine (Ilyushinka Sopka) à Oussouriïsk et à Astrakhanka, sur les bords du lac Khanka,.
Le Primorié est alors couvert de larges forêts de feuillus dans les zones basses, de forêts de pins de Sibérie sur les versants et d'une taïga de conifères en montagne. Dans la partie la plus septentrionale du Primorié prédominent les forêts de pins.

### Tardiglaciaire
Lors du dernier maximum glaciaire, il y a 21 000 ans, le niveau de la mer était plus bas de 100 à 120 mètres par rapport au niveau actuel. Des populations venant de Chine et de Corée se sont installées dans la région, tandis que d'autres ont migré vers le nord. Dans le sud du Primorié subsistent des forêts de conifères tandis que les pourtours du Khanka sont couverts de marécages,,.
Du Tardiglaciaire date la seconde culture paléolithique du Primorié, celle d'Oustinovka, datée au carbone 14 de 18 170 (± 150) ans à 10 780 (± 50) ans AP. Les populations pratiquaient un mode de vie de chasseur-cueilleur. On note le début des brulages pour créer des espaces d'habitation. La culture d'Oustinovka s'inspire de cultures coréennes antérieures (Hopeyongdong et Khavagayri, datées de 25 000 à 19 000 ans AP), particulièrement sur les sites de Souvorovo 4 et d'Oustinovka 5 et 7 (raïon de Kavalerovo). Les sites de Souvorovo 3, Oustinovka 6, Illistaïa 6 et Gorbatka 3 sont quant à eux similaires à des sites du nord de la Corée et du Liaoning. En plus des contacts avec la Chine et la Corée, les peuples locaux ont aussi eu des contacts avec les cultures du bassin de l'Amour, de Sakhaline et du Japon, alors accessibles à pied grâce au niveau de la mer plus bas,,.

## Holocène
Lors du passage du Pléistocène à l'Holocène, il y a 11 700 ans, le climat s'est réchauffé brutalement, jusqu'à dépasser d'environ 1 à 2°C les températures actuelles il y a environ 8 000 ans. À cette époque, les principaux peuplements sont situés dans les vallées fluviales ou sur leurs bords, dans de plus petites vallées. Des outils plus perfectionnés apparaissent, pour couper la viande et la transformer, mais aussi pour travailler le bois et les produits de la pêche. La chasse, la pêche dans les rivières et la cueillette sont encore les seules ressources alimentaires. Des sites saisonniers de pêche apparaissent. C'est lors de cette période que les mammouths et autres grands mammifères disparaissent, les populations se tournant alors vers les cerfs, sangliers, renards et autres petits animaux. L'arc se répand, la lance étant bien moins utile. La forêt permet la cueillette de noix, champignons et d'autres plantes,,.
Il y a environ 9 300 ans, de nouvelles implantations apparaissent, souvent le long des rivières, mais aussi au bord des lacs, inaugurant un mode de vie plus sédentaire (Souvorovo 3, Ilistaïa 1, etc.). Le long des rivières Suifen, Ilista et Zerkalnaïa, de nombreux restes de villages ont été trouvés, et quelques autres le long des fleuves Partizansakaïa, Artiomovka et Arsenievka. En particulier, le long de la rivière Zerkalnaïa 30 sites ont été trouvés, alors qu'Oustinovka perdure. Les premières poteries apparaissent dans la région. Dans le Primorié central, l'obsidienne est utilisée pour la première fois dans la fabrication d'outils en pierre. Outre ces lieux, on trouve aussi Gorbatka ou Molodejanaïa 1 (raïon de Kavalerovo),.

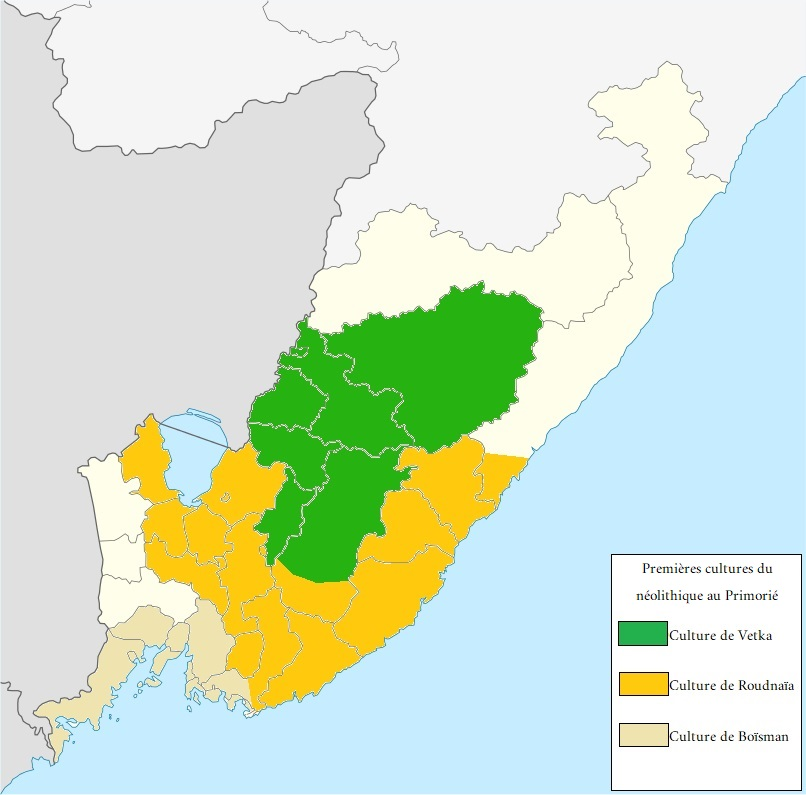
Aires approximatives de répartition des premières cultures de l'Holocène au Primorié.

De 6000 à 4000 av. J.-C. a lieu l'optimum climatique de l'Holocène, avec des hivers moins froids et des étés plus chauds qu'actuellement. La mer a achevé de remonter vers son niveau actuel. Sur le littoral, des baies et lagunes se sont formées, propices à la pêche ainsi qu'au ramassage de coquillages et à la chasse d'animaux marins. C'est dans cet environnement que trois cultures se sont développées en même temps au Primorié. L'une, celle de Boïsman, est apparue sur le pourtour du golfe Pierre-le-Grand ; celle de Roudnaïa s'étendait du lac Khanka jusqu'à la côte orientale dans les parties sud et centre ; celle de Vetka, enfin, très peu connue et étudiée, s'est développée dans le centre et le centre nord, sur le versant occidental du Sikhote-Aline,,.

### Culture de Roudnaïa

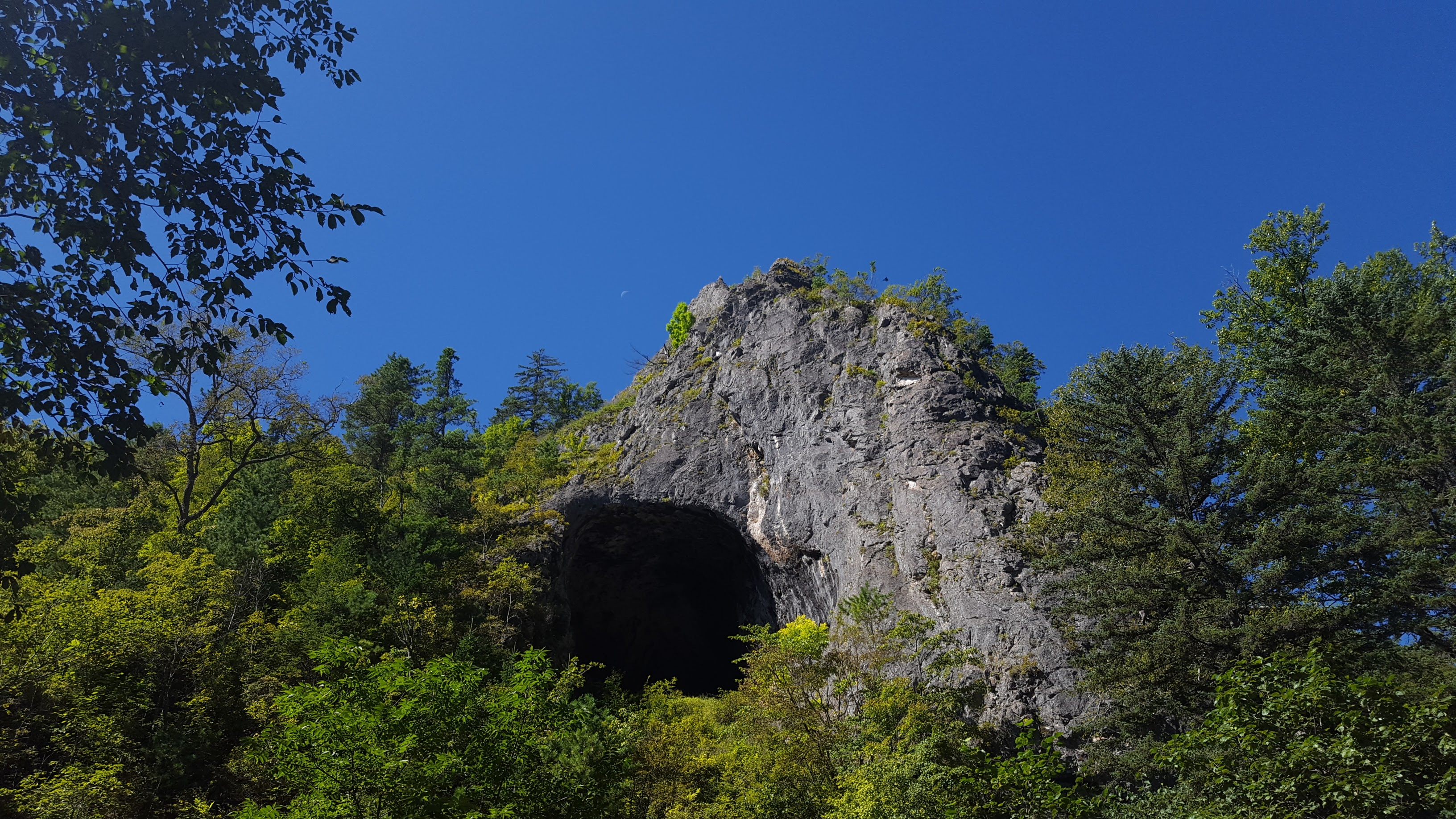
Entrée de la grotte de la Porte du Diable.

La culture de Roudnaïa, d'après la rivière homonyme, a émergé au milieu du VIe millénaire av. J.-C. sur un axe allant du lac Khanka jusqu'à la côte de la mer du Japon au niveau de Roudnaïa Pristan et du raïon de Lazo. Les populations de cette culture étaient sédentarisées, avec des maisons rectangulaires, d'une superficie moyenne de 25 m2, et avec un foyer au centre. Des céramiques, des couteaux, des bracelets, perles et colliers ont été retrouvés. Elles maîtrisaient le tissage, la couture, et tout comme les autres cultures d'alors, elles étaient basée sur la cueillette, la chasse et la pêche ; elles utilisaient d'ailleurs des harpons pour ces deux dernières activités,,.
Le site le plus notable est la grotte de la Porte du Diable, avec cinq corps retrouvés, accompagnés d'objets, céramiques, restes d'habitations et nombreux filets de pêche. Selon les études génétiques, les peuples de cette culture étaient proches génétiquement des Oultches (dont de la culture de Kondon d'alors), des Oroqen, des Hezhen, tous des peuples locuteurs de langues toungouses de la région du fleuve l'Amour. Cette culture s'est éteinte au Ve millénaire av. J.-C.,,.

### Culture de Boïsman
La seconde culture est celle de Boïsman, apparue au IVe millénaire av. J.-C. dans le sud du Primorié. Elle doit son nom à la baie de Boïsman (raïon de Khassan), où un de ses sites fut découvert pour la première fois. Elle se caractérise par de petits villages côtiers avec quelques habitations (rarement plus de 3). Les habitants étaient des pêcheurs, pêchant à la fois dans les lagunes mais aussi en mer pendant la période estivale. Ils pêchaient environ 18 espèces de poissons, dont des grands requins blancs et des raies pastenagues. De plus, ils ont procédé à la collecte de fruits de mer, dont 90 % d'huîtres. Ils étaient cependant aussi des chasseurs, dotés de harpons et de lances, chassant cerfs, ours bruns, loups et sangliers. Dans les sites de Boïsman I et II, au sud de Slavianka, se trouvent des sépultures, les plus anciennes du Primorié, ainsi que des vestiges d'habitations. Les sépultures ont révélé que les populations se situaient génétiquement à mi-chemin entre les populations de Mongolie et du Japon de la période Jōmon. Enfin, ces populations avaient des chiens domestiques. Parmi les autres sites, on trouve ceux de Zaretchnaïa 1 et de Khansi 1, et sur l'isthme de Saint-Valentin, un village de cette culture a été trouvé où l'utilisation de la peinture a été attestée,.
Le site de Valentin avait une population engagée dans la production de peintures rupestres et dans l'extraction du minerai, avec des houes et des pilons en pierre. Sur ce même site ont été trouvées de nombreuses agrafes, grattoirs et perceuses, prouvant que la population s'adonnait aussi à la fabrication de vêtements avec les peaux, les cornes et des os.

## Culture de Zaïssanovka

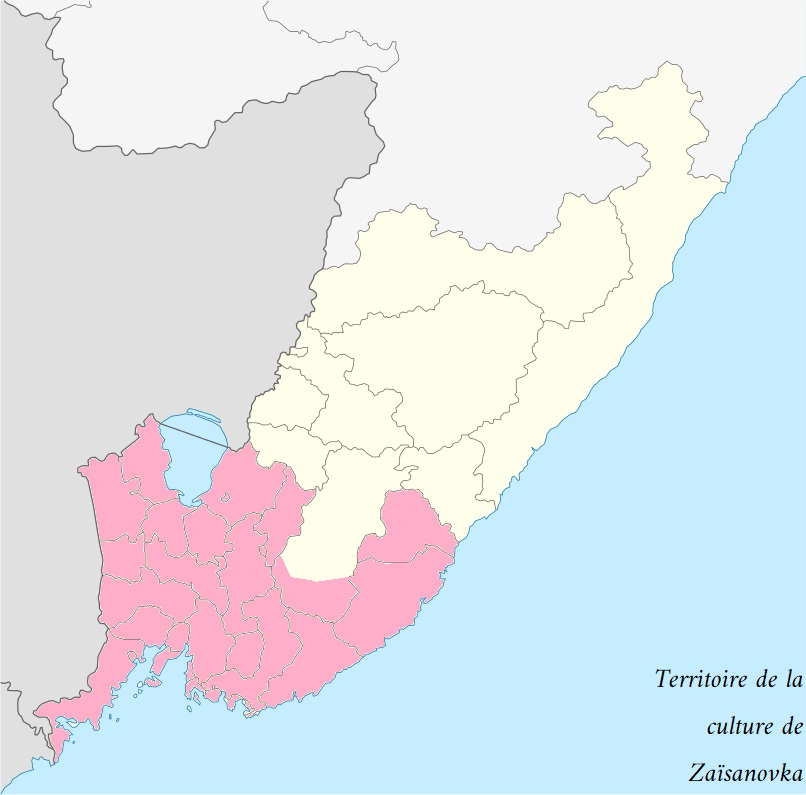
Territoire approximatif de la culture de Zaïssanovka.

La culture de Zaïssanovka est la culture la plus importante du Néolithique au Primorié. Elle s'étend du IIIe millénaire av. J.-C. jusqu'au Ier millénaire av. J.-C., sur un territoire allant du raïon de Terneï jusqu'aux territoires frontaliers actuels, en Chine et en Corée, occupant toute la moitié sud du Primorié. Elle a été nommée d'après le village de Zaïssanovka dans le sud du raïon de Khassan, près de Kraskino, où existe le site de Gladkaïa, le premier trouvé de cette culture. Cette culture est née d'un refroidissement du climat dans la région, qui a bouleversé les cultures existantes, et les a fait fusionner en une seule. Cette origine multiple a permis aux Zaïssanovites (зайсановцев en russe) de pouvoir vivre dans des espaces aussi variés que les littoraux, les forêts, les plaines et les montagnes. La culture de Zaïssanovka est associée dans la préhistoire du Primorié à une arrivée de populations maîtrisant l'agriculture, du nord de la Corée, population arrivant à cause de la dégradation de l'écosystème coréen. Enfin, elle est associée à un accroissement important du nombre de villages, et à l'agrandissement de leurs tailles, avec bien plus d'habitations.

### Première période de la culture de Zaïssanovka
La période la plus ancienne de cette culture date d'il y a environ 5000 ans, avec le site le plus ancien étant celui de Kroounovka 1 (okroug urbain d'Oussouriïsk). Des outils, habitations et poteries ont été retrouvées, datées d'il y a entre 4900 ans à 4700 ans. Parmi les autres premières colonies, on en retrouve plusieurs dans la vallée de la rivière Kroounovka et ses environs (Zolotoï Kolos 15 par exemple),,.
La chasse était le principal moyen pour se nourrir, grâce aux nombreux outils de chasses retrouvés et aux ossements de nombreux animaux. Parmi les animaux chassés, on compte le loup, le lièvre, le cerf, l'ours, le sanglier, et plus rarement le tigre et le wapiti. Mais la chasse ne se fait pas que sur terre, elle est aussi pratiquée sur les côtes et en mer. Sur les sites de Boïsman 1 et 2, aussi habités par cette culture, des ossements de baleines grises, de phoques et d'otaries ont été excavés. Ces animaux étaient des proies faciles dans les lagunes de la région, et sur un site de Roudnaïa Pristan, des pirogues ont été retrouvées. Enfin, les oiseaux étaient aussi convoités, avec des restes de canards ou de faisans. La pêche était une part essentielle de l'économie sur les côtes, avec de cette période des restes de filets, de harpons, crochets et autres outils. Les mollusques étaient cultivés, et le saumon était l'espèce de poisson la plus pêchée. La cueillette sur terre était encore pratiquée, champignons, baies, oignons ou encore noisettes.

### Une société se tournant vers l'agriculture

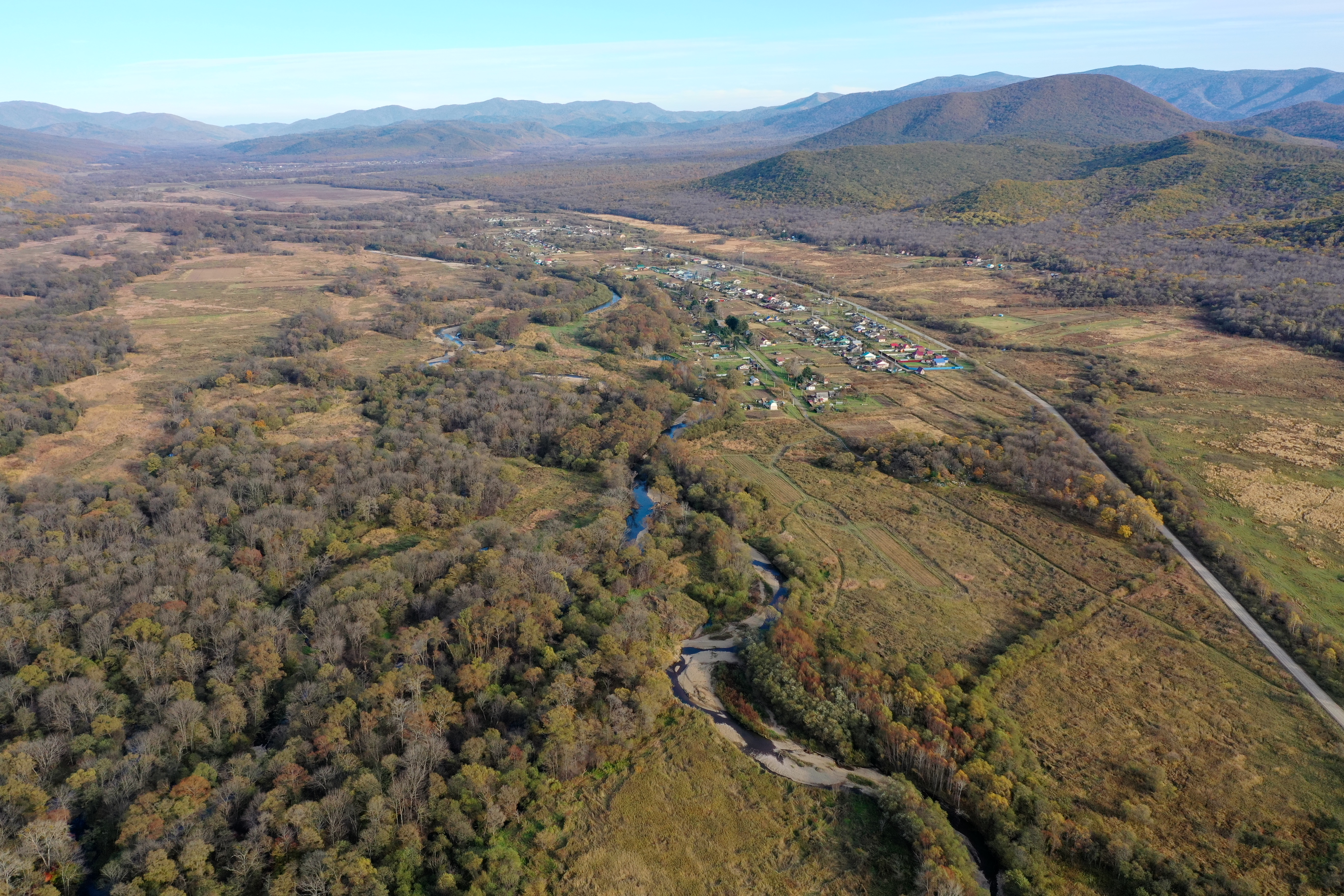
Vallée de l'Artiomvka.

Mais la grande révolution de cette culture est l'arrivée de l'agriculture dans le Primorié, pratiquée surtout dans la plaine du Khanka et celle de la Suifen. À Kroounovka, mais aussi à Bogolioubovka, des restes d'outils agricoles ont été sortis du sol. Cette révolution est associée à la domestication, en particulier du chien, qui s'étend à l'ensemble de la région, et qui est utilisé comme viande. L'artisanat prend son essor, avec la fabrication plus poussée de vêtements à partir de peaux, mais aussi d'objets ornementaux ou de paniers pour la cueillette. Les maisons de cette époque sont en bois, grandes, avec un foyer au centre et une cheminée. Souvent, dans ces grandes maisons, une moitié est destinée aux humains, l'autre partie étant consacrée aux animaux et à l'artisanat,.
Pendant le cours du IIe millénaire av. J.-C., on retrouve parmi les sites ceux d'Olenié (Оленье en russe), avec des restes de grandes occupations occupant le versant d'une colline. 25 pirogues ont été retrouvées de fouilles, priogues permettant via la rivière Artiomvka de se rendre à la mer pour pêcher. Sur les ornements des poteries, on a retrouvé des motifs similaires à ceux du Jōmon moyen et de la Corée, prouvant l'existence de liens avec ces territoires. Le site de Gladkaïa a permis l'excavation de flèches, récipients, mais aussi de haches pour l'abattage d'arbres, afin de faire des terres agricoles.
Dans la plaine du Khanka, un des sites de cette période est celui de Sini Gaï (Синий Гай en russe), dans le raïon de Tchernigovka. Près de 150 habitations ont été découvertes, construites en terrasses sur la pente d'une colline. Parmi les habitations déjà fouillées, l'on a retrouvé des haches, couteaux, flèches et hameçons par exemple. Pour l'artisanat, des outils de tissage et pour polir la céramique ont été trouvés, ainsi que sur un autre thème des statues d'humains et aussi d'animaux. Ces découvertes montrent que cette culture avait un mode de vie sédentaire ancré, avec une organisation communautaire et un collectivisme quant aux terres.
Le dernier stade de la culture de Zaïssanovka date d'il y a environ 4 000 à 3500 ans AP, soit entre le IIe millénaire av. J.-C. et le Ve siècle av. J.-C., et comprend de nombreux villages (Kirovka 1, Gladkaïa II par exemple), souvent en plaine afin de permettre l'agriculture, même si la chasse continue d'être utilisée pour la nourriture, avec des restes de cerfs, de chevreuils, oiseaux et sangliers. L'élevage est pratiqué, comme avec les porcs, et la pêche est massivement utilisée sur les côtes. Le principal céréale cultivé est le mil, qui a été apporté du nord de la Corée. Dans les terres, Ossinovka est toujours habitée à cette époque, avec des restes d'argiles et de bijoux d'alors. Pour les outils de ce lieu, l'obsidienne, le schiste et diverses matières volcaniques étaient utilisés pour les outils en pierre. Cependant, aucune trace d'agriculture n'a été décelée à Ossinovka. Alors qu'au début du néolithique, la pêche était la principale activité économique, à la fin c'est l'agriculture qui l'a supplantée.

## Âge du bronze

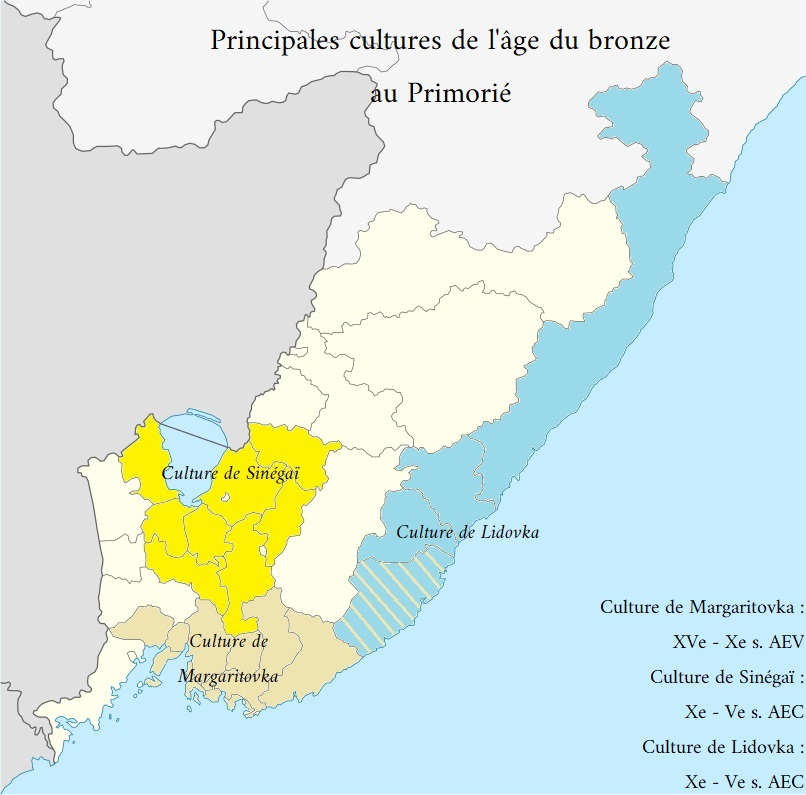
Carte approximative des principales cultures.

L'Âge du bronze au Primorié aurait commencé vers le XVe siècle av. J.-C., se superposant avec la fin de la culture de Zaïssanovka. Il y a un doute quant au début de cette période, avec d'une part l'analogie d'évolution entre la culture d'Andronovo, en Sibérie méridionale, et le Primorié, ce qui ferait qu'elle aurait commencé entre la fin du IIIe millénaire et le début du IIe millénaire av. J.-C. Mais pour d'autres, elle aurait commencé vers la seconde moitié du IIe millénaire, se propageant depuis la Chine. Le principal problème est la faible quantité des éléments nécessaires à la fabrique du bronze dans la région. Ainsi, il faut soit se référer à d'autres évolutions pour savoir quand l'âge commence, soit regarder les quelques sites avec du bronze, soit regarder ce qui se passe en Corée et en Mandchourie. L'âge du bronze se divise en trois cultures principales que sont celles de Sini Gaï (ou Sini Gaï), de Lidovka et de Margaritovka, sans compter les sites non attribués ou classés. La première s'est installées dans la plaine du Khanka, la deuxième couvrait la côte orientale du Primorié tandis que la dernière se situait autour du golfe de Pierre-le-Grand. Cet âge est marqué par le début de l'agriculture sur les zones côtières, principalement du mil. Il faut cependant noter que les principales cultures sont encore débattues, et pourraient être modifiées lors de nouvelles fouilles.
L'époque de ces cultures est marquée par des contacts importants entre les populations du Primorié, mais aussi avec leurs voisins du nord, de Mandchourie et de Corée. Dû à la façon dont les villages étaient construits et protégés, il est presque sûr que les contacts pouvaient être armés, avec soit des situations tendues soit des conflits. Il y a aussi eu lieu des syncrétisme sur la fin, particulièrement entre la culture de Samarga (extrême nord du littoral primorien et surtout dans le kraï de Khabarovsk voisin) et celle de Lidovka, et celle de Lidovka avec celle de Yankovski, qui appartenait elle à l'âge du fer. La période connait une croissance démographique, passant de petits groupes de personnes à des villages se chiffrant parfois en milliers de personnes, voire des communautés stables de plusieurs dizaines de milliers de personnes. C'est enfin sous cette période que le développement de l'artisanat se produit.

### Culture de Margaritovka
La première culture est celle de Margaritovka (littéralement « marguerite » en français), d'après le nom d'une rivière dans le raïon d'Olga. Cette culture a occupé la partie côtière méridionale du Sikhote-Aline, avec de nombreux villages de pêcheurs à l'embouchure des rivières, et elle s'est étalée du XVe siècle av. J.-C. jusqu'au Xe siècle av. J.-C. Elle était controversée dans les années 1970 et 1980, car elle serait à ces débuts trop proche de la culture de Zaïssanovka, mais depuis, des éléments la justifiant ont été apportés, même si les limites temporelles ne sont pas claires. Les peuples de cette culture vivaient dans de grandes maisons, et possédaient de nombreux outils domestiques, sans compter ceux destinés aux activités extérieures. Leurs activités principales étaient la chasse (cerfs ou ours par exemple), la pêche (saumon rose, morue, flet, etc.) et l'artisanat (outils, céramiques),.

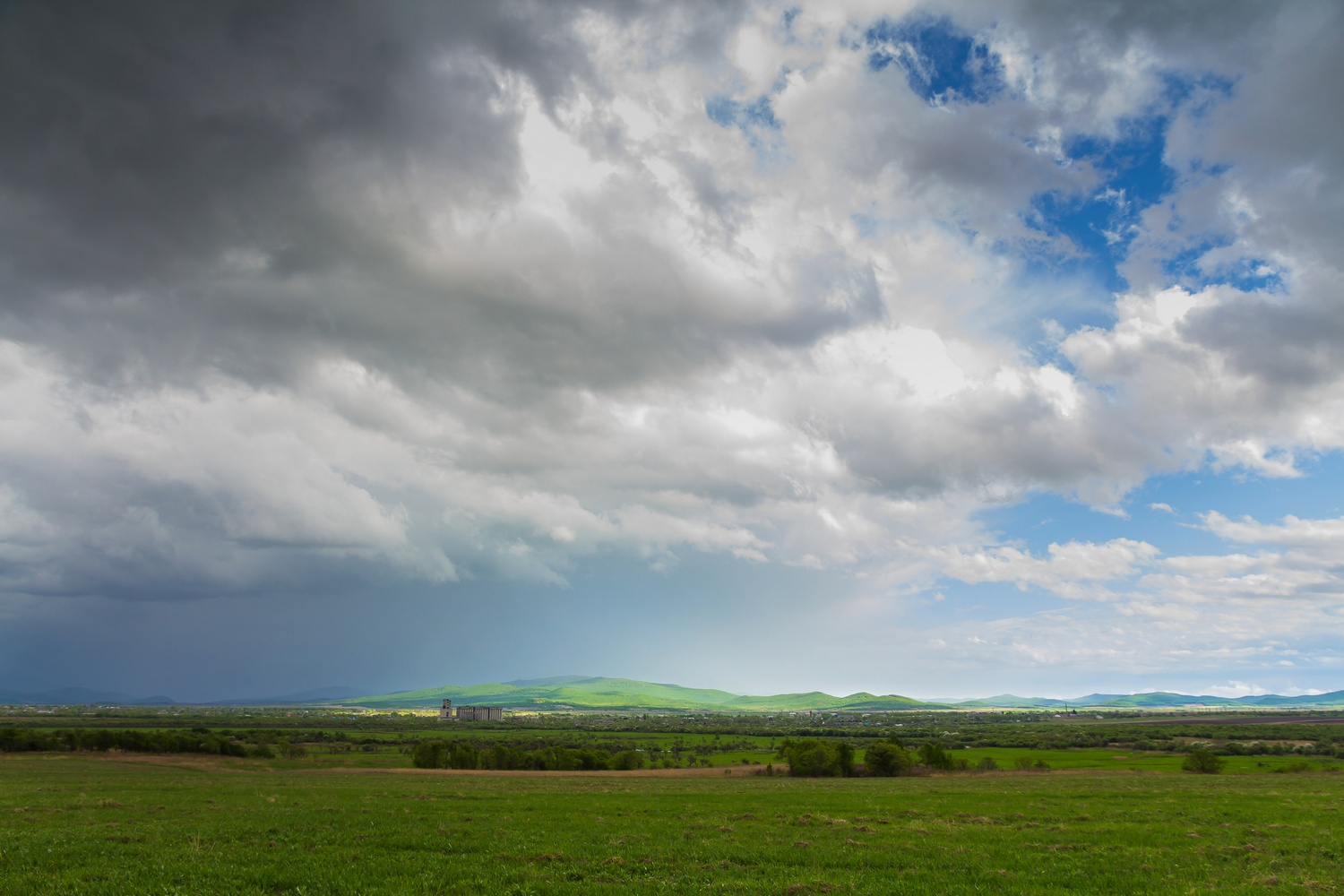
Paysage de la plaine du Khanka.

Parmi les villages trouvés, il y a celui des rochers bleus dans la vallée de l'Avvakoumovka (raïon d'Olga), où outils, poteries, mais aussi pirogues ont été retrouvés. Des armes l'ont aussi été, comme des poignards, et aussi des moules pour fabriquer les outils. Ces moules ont permis de dire que le Primorié était rentré dans l'âge du bronze, et plus largement des fabrications en bronze ont été trouvées. Elle se distingue de la culture de Sini gaï, contemporaine de son époque, par le nombre d'objets ornementaux et la finesse dans la conception des outils. En autre lieux, on retrouve Permskoïe 2, Iasnaïa Poliana 2 et  Moryak-Rybolov dans la même vallée, ou bien dans la vallée de la Kievka et les baies d'Olga, de Valentine et d'Evstafiïa,.

### Culture de Sini Gaï
La seconde culture est celle de Sini Gaï, nommé d'après le village de Sini Gaï dans le raïon de Tchernigovka. Elle s'étale sur la première moitié du Ier millénaire av. J.-C., apparaissant à la fin du IIe millénaire ou au début du Ier millénaire dans la plaine du Khanka. Elle est caractérisée par des villages en terrasses sur des collines, avec de grandes habitations. L'économie est axée sur la culture du mil, la chasse, et la pêche dans les rivières et le lac Khanka. Cette culture est dotée de nombreuses armes et les villages de fortifications avec des remparts et fossés, prouvant que des intrigues militaires ont pu avoir lieu dans la région à cette époque. De nombreux sites ont été découverts, parmi lesquels celui de Sini Gaï, ̩habité depuis la culture de Zaïssanovka, mais aussi vers Roubinovka (raïon de Pogranitchny), ou sur les bords du lac Khanka (site Kharinskaïa / de Kharine). Les Sini Gaïs étaient engagés dans l'agriculture, avec des moulins à grains, cultivant mil et riz noir (Setária itálica subsp. italica). Des couteaux de récoltes, des mortiers et pilons le prouvent. L'élevage était principalement axé sur celui des porcs, mais celui des bovins a aussi commencé. Il y avait aussi dans la pêche et la chasse. Ils avaient des rites envers les animaux, et possédaient pour la première fois dans la région un calendrier lunaire, trouvé à Sini Gaï, sûrement importé via les échanges de Chine. Enfin, on sait que le cochon était vénéré, comme l'atteste une sépulture d'un cochon allongé sur le dos à Sini Gaï, mais aussi des pendentifs à son effigie. Il est possible que blaireau et le cerf, dont des sépultures ont été retrouvées, étaient eux aussi vénérés,,.
Le site de Sini Gaï est l'un des plus importants, avec 21 objets en bronze excavés, dont des disques et des outils. On a aussi trouvé des armes, avec des arcs, des flèches, des poignards et aussi des boucliers, sans compter les nombreux outils de la vie quotidienne. Certains poignards évoquent d'ailleurs des échanges avec la culture du Karassouk en Asie centrale. Pour l'agriculture, on a retrouvé un soc de charrue et quelques autres outils agricoles. Enfin, des objets servant sûrement de jouets ont été trouvés. Pour le site de Kharine, il était situé sur une colline, colline entourée d'un fossé artificiel. Les habitations étaient très proches, et les murs pour la première fois en pierre pour les habitations. Dans une habitation, le toit était en voûte,,.

### Culture de Lidovka

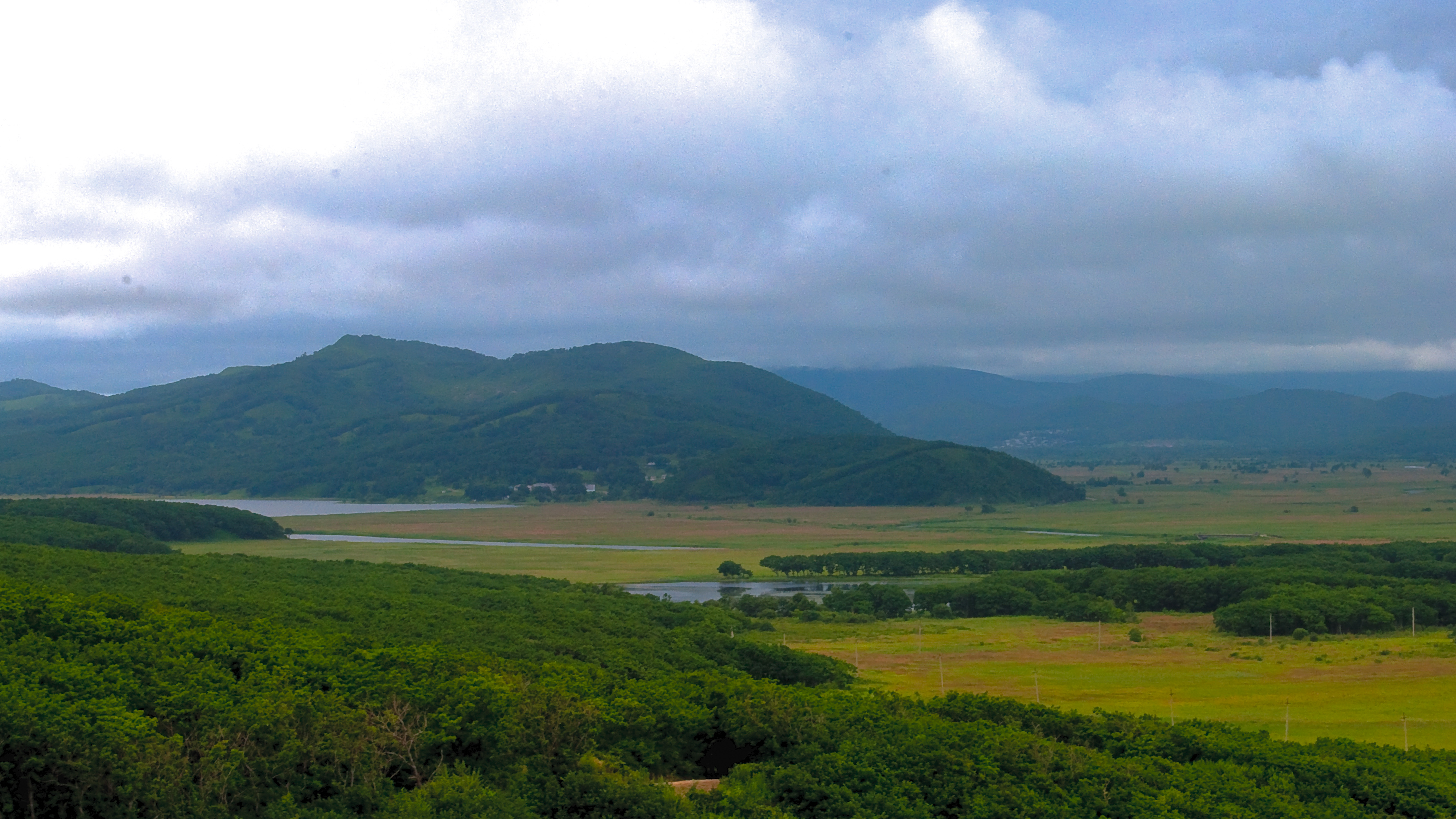
Une vallée fluviale de la côte orientale.

La culture de Lidovka est la dernière culture majeure de l'âge du bronze au Primorié, et elle se situe sur une étroite bande de terre allant du village actuel de Terneï à celui actuel d'Olga, en couvrant plusieurs vallées de fleuves côtiers. Son nom vient du site le plus exploré, dont son nom vient de la rivière Lidovka. Elle s'étale du Xe siècle av. J.-C. jusqu'au Ve siècle av. J.-C., soit postérieure à la culture de Margaritovka  mais contemporaine à celle de Sini Gaï. Elle a prospéré surtout au VIIe siècle av. J.-C. et au VIe siècle av. J.-C. Elle est dans la transition entre l'âge du bronze et le futur âge du fer. L'économie était basée sur la chasse, la cueillette, la pêche de par sa position géographique, avec des filets, et surtout de l'agriculture, principalement de mil. De l'agriculture, on a retrouvé des houes, pilons, des couteaux et des restes de céréales, mais cependant aucune trace d'élevage a été relevé,.
Les villages de cette culture sont situés dans les hauteurs de vallées fluviales, et les habitats sont composés de grandes maisons rectangulaires avec parfois plusieurs foyers à l'intérieur. Parmi les sites, on dénombre ceux de Samarga, Lidovka, Krouglaïa Dolina, Moryak-Rybolov, Boulochka ou de Blagodatnoïe. Contrairement aux colonies de culture de Sini Gaï, elles ne sont pas fortifiées, et un sanctuaire a aussi été trouvé dans l'okroug urbain de Dalnegorsk (Monastyrka 2), mais aucune sépulture.
Cette dernière culture se distingue par sa faïence perfectionnée, avec aussi sa poterie. De nombreuses amphores (mais jamais entières) ont été retrouvées, servant au transport de marchandises. Ils étaient généralement peints, en jaune ou en cramoisi. Sinon, les produits en pierre sont toujours très présents, et de nombreux outils (couteaux, flèches, tranches pour raser) ont été trouvés. On a aussi trouvé des enclumes ou des truelles,.

### Autres sites non rattachés
Le bassin de la rivière Bolchaïa Oussourka, dans le nord du Primorié possède plusieurs sites qui ne sont pas attribués à une de ces cultures citées ci-dessus. Elles sont certes souvent analogues, mais manquent de nombreux critères. Ils sont souvent datés de la première moitié du Ier millénaire av. J.-C., et sont des fois regroupé sous le nom de culture de Dalnekoutsk, même s'ils sont peu nombreux. Le principal site est d'ailleurs celui de Dalnekoutsk, d'où le nom.
On trouve aussi d'autres sites dans le Primorié occidental (Novo-Georgievka 3, Tchernyatino 3, Kroounovka 5, Kroounovka 21, Zolotoï Kolos 1 et Zolotoï Kolos 14), ainsi que quelques uns dans le sud et le centre, dont celui d'Anoutchino 5, qui n'ont pas été explorés ou pas assez bien étudiés.

## Âge du fer
L'Âge du fer au Primorié a commencé au Ier millénaire av. J.-C., et s'est propagé ensuite au reste du territoire au cours des siècles suivants, cohabitant au début avec la métallurgie du bronze, dont la culture de Lidovka. Le Primorié a été occupé par trois principales cultures pendant cet âge, celle de Yankovski, celle de Kroounovka et celle de Poltsev, chacune avec ses caractéristiques propres. C'est aussi l'ère où les échanges se sont intensifiés avec les autres peuples ; les cultures de Yankovski et de Kroounovka étaient en contact avec les tribus scythes, comme le confirment des flèches scythes trouvées dans le site de Kroounovka 1. La culture de Kroounovka a aussi été en contact avec les Xiongnu.

### Culture de Yankovski

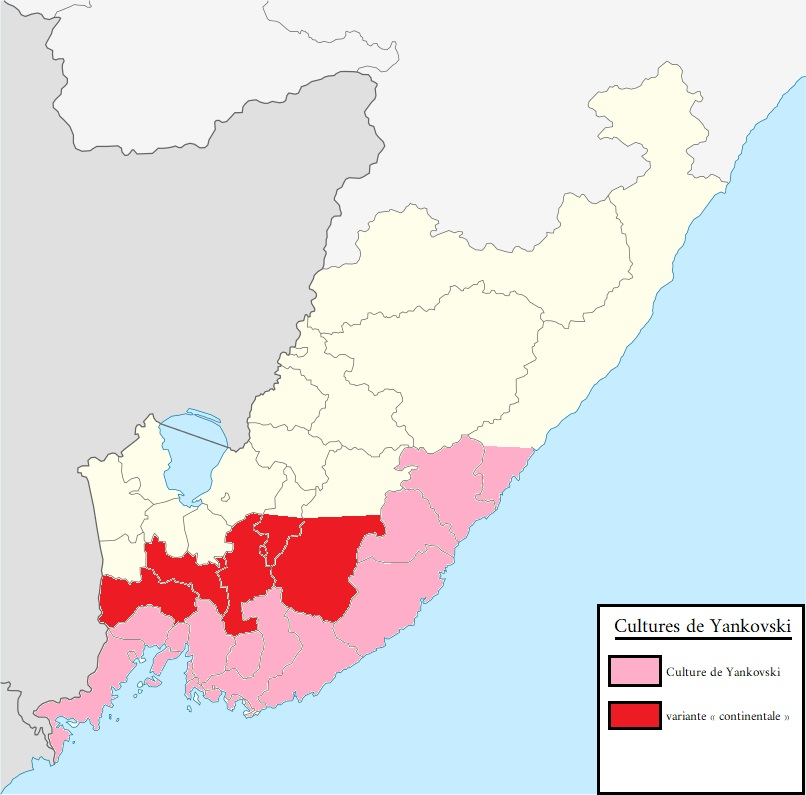
Culture de Yankovski et sa variante continentale.

La première culture est celle de Yankovski, localisée dans le sud du Primorié et dans les plaines. Elle est apparue au XIe siècle av. J.-C., et se serait terminée vers le IIe siècle av. J.-C., même si certaines fouilles suggèrent qu'elle aurait pu subsister jusqu'au tout début de notre ère. L'économie est complexe, avec d'une part l'agriculture (du mil et de l'orge), l'élevage, la pêche, la chasse (cerfs et sangliers) et la cueillette, et d'autre part les échanges commerciaux, à la fois entre les villages et vers plus loin. Des similitudes ressortent dans les objets découverts avec d'autres cultures du bassin de l'Amour, de la Transbaïkalie, des steppes d'Asie centrale et de la Corée. Elle se scinde en 3 étapes, l'une jusqu'au IVe siècle av. J.-C., où les amas coquilliers ne sont pas exploités, puis jusqu'au IIIe siècle, associé à une baisse du niveau de la mer et à l'exploitation ainsi de ces amas. Enfin, celle du IIIe au IIe siècle av. J.-C. correspond à une baisse du niveau de la mer (-1 mètre par rapport à aujourd'hui) a dégradé l'économie, les populations migrant alors vers les terres fertiles, signant la fin de la culture. Plusieurs chercheurs associent cette population au peuple Yilou,.
Il est à noter que cette culture possède une variante dite « continentale », très similaire dans le mode de vie et sur le plan sociétal, et des objets de l'artisanat semblables, mais différente dans le domaine économique, cette variante ayant son économie axée sur l'agriculture et l'élevage, et non pas sur la mer. Parmi les sites de cette variante, on retrouve ceux près de Vozdvijenka, Novonikolsk, Yakonovka et Borisovka dans l'okroug urbain d'Oussouriïsk. Les Yankovites occidentaux auraient été hostiles aux Sini Gaï de leur époque,
L'élevage, centré sur les chiens et surtout les cochons est très répandu. L'artisanat est de plus en plus répandu, et certains villages se spécialisent comme celui de Malaïa Podouchetchka, ce dernier spécialisé dans les poteries avec des restes de fours et d'autres outils de travail. Dans les produits de l'artisanat en général, on retrouve des ustensiles de cuisine, des récipients, des hameçons, des objets en cornes ou en os ou encore des vêtements. Les objets sont très rarement en bronze ou en fer, même si pratiqué, et l'usage de la pierre reste généralisé. À Barabach 3 (raïon de Pogranitchny), des petites mines et des fours destinés aux fers ont été découverts,
L'accroissement démographique pendant cette période est très important, avec plus de 120 villages connues, souvent de grands villages sur les côtes. Cette explosion a entraîné un développement de l'élevage de fruits de mer, avec l'huître à 80–95 % du total récolté. La pêche continue de s'accroître, avec des pirogues et petits bateaux plus robustes, faisant de plus longs voyages. 45 espèces de poissons étaient pêchées, dont le thon. Les villages sont habités à long terme, et possèdent des cimetières et des zones destinées à l'artisanat. Les cimetières témoignent de l'absence d'inégalité dans cette culture, chacun étant traité de la même façon,

Souvent, les habitations (de petites à grandes) sont construites en cercle autour d'une place centrale. Parmi les villages de la côte, on retrouve Slavianka 1 et 2, Tchapaïev, Pestchany 1, Zaïssanovka II  ou bien Oleni (toujours habité). À Pestchany 1, plus de 30 habitations de petites et grandes tailles ont été découvertes, avec aussi des bâtiments publics pour se réunir ou pour l'artisanat. En autre site, on retrouve Zaïssanovka II, avec d'énormes amas coquilliers qui ont permis un essor du village antique,

Objets de la culture de Yankovski (Musée Arseniev) :
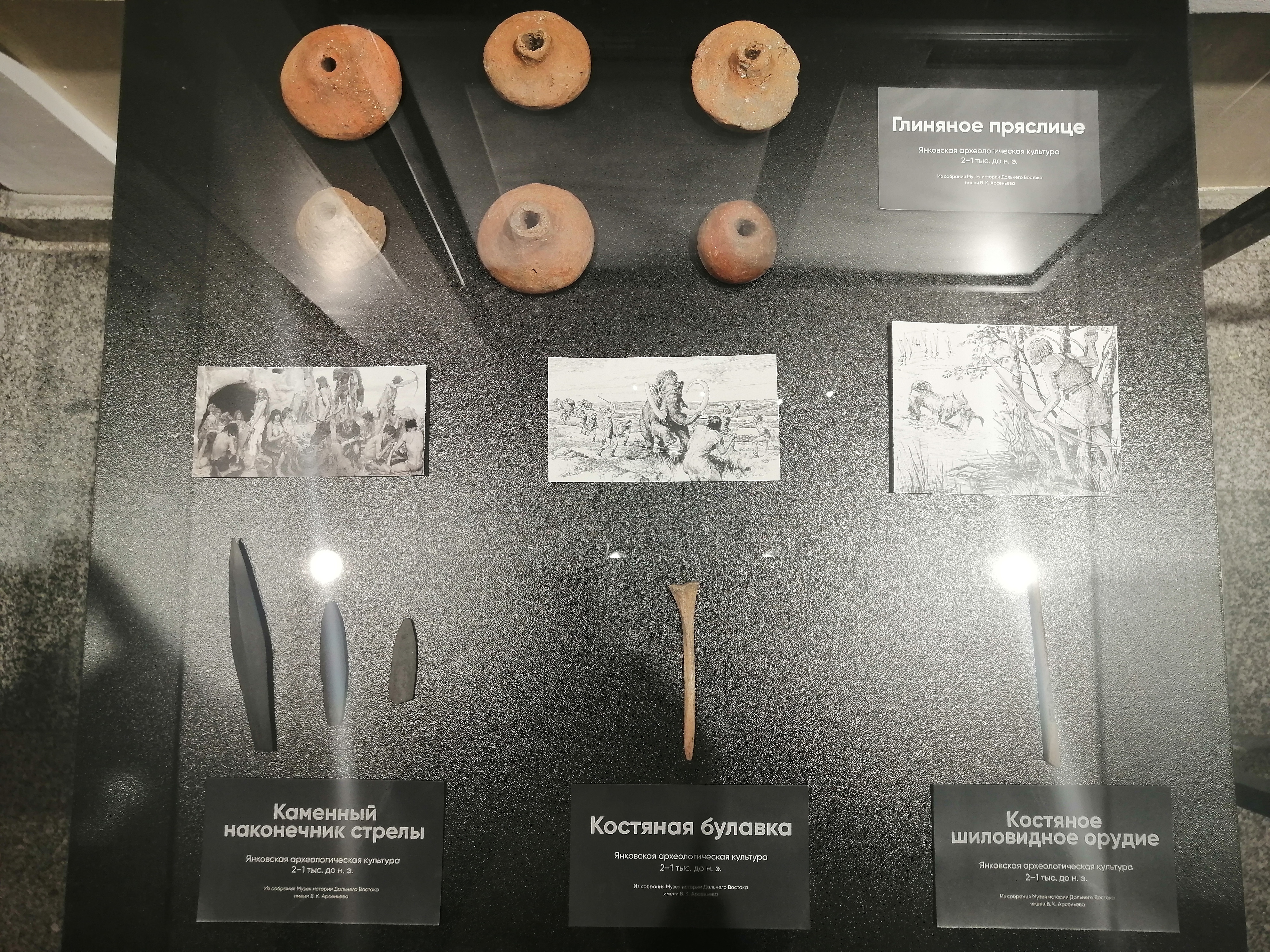
Objets de la culture de Yankovski.
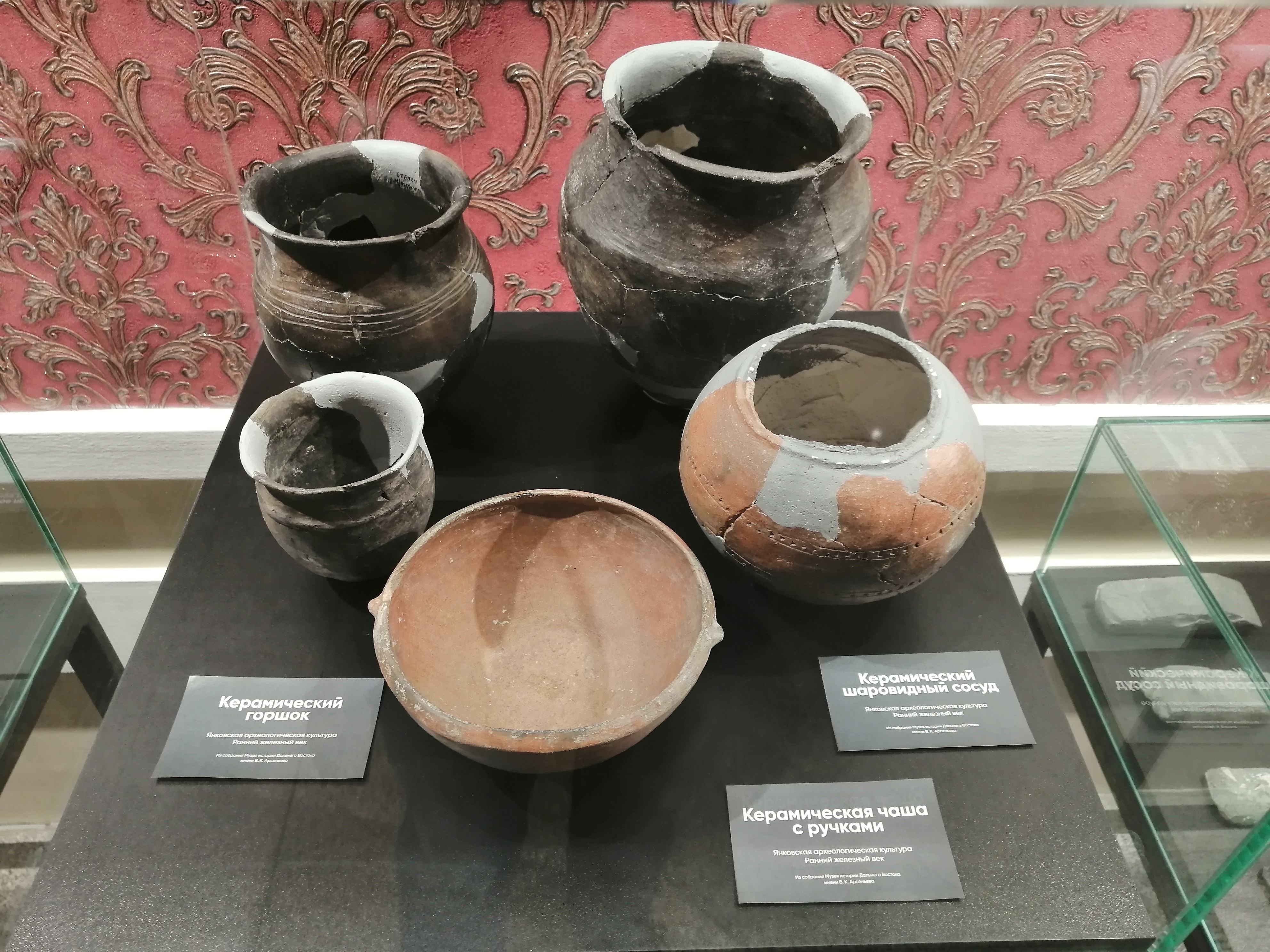
Poteries de la culture de Yankovski.
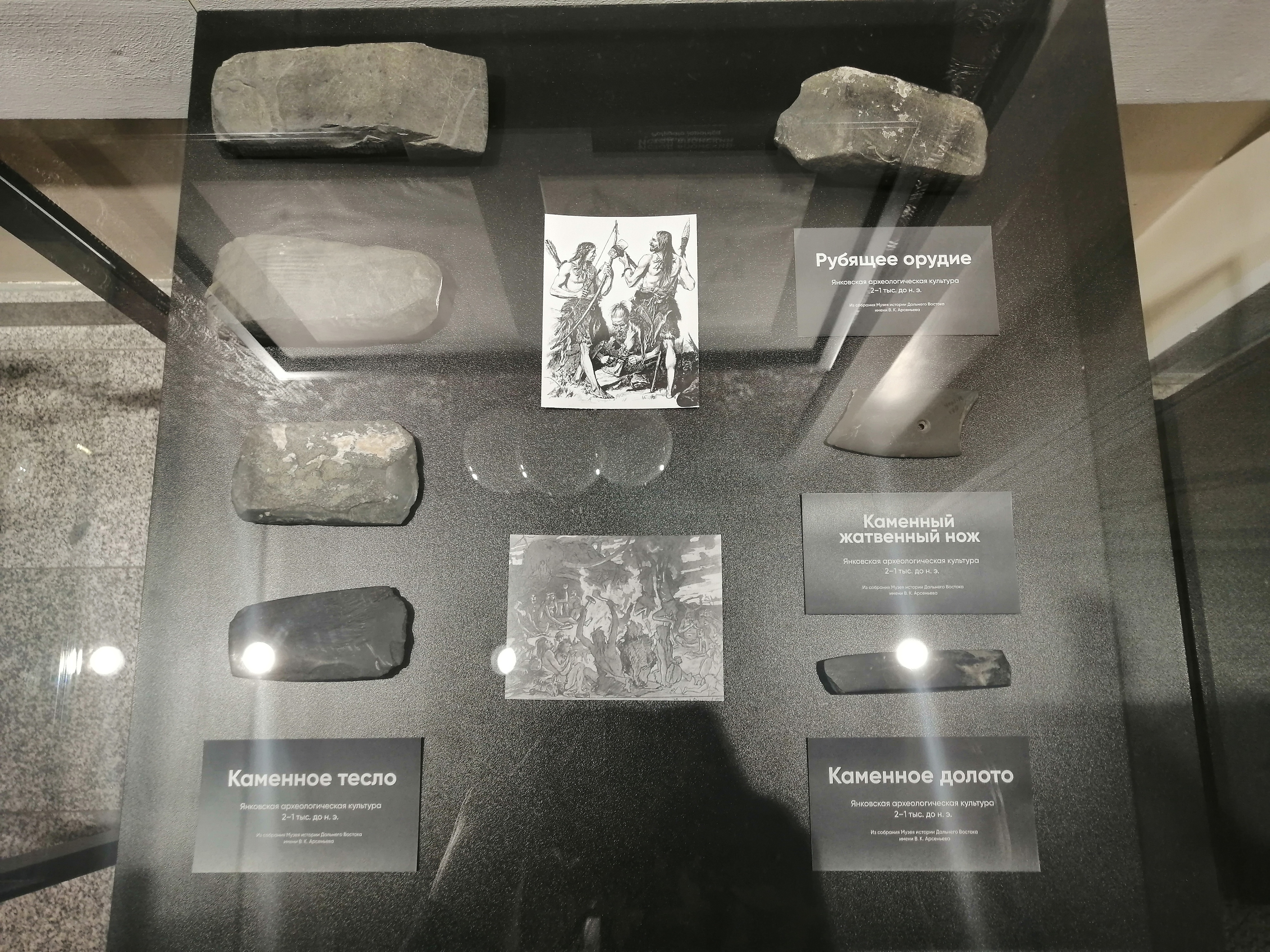
Pierres taillées de la culture.

### Culture de Kroounovka

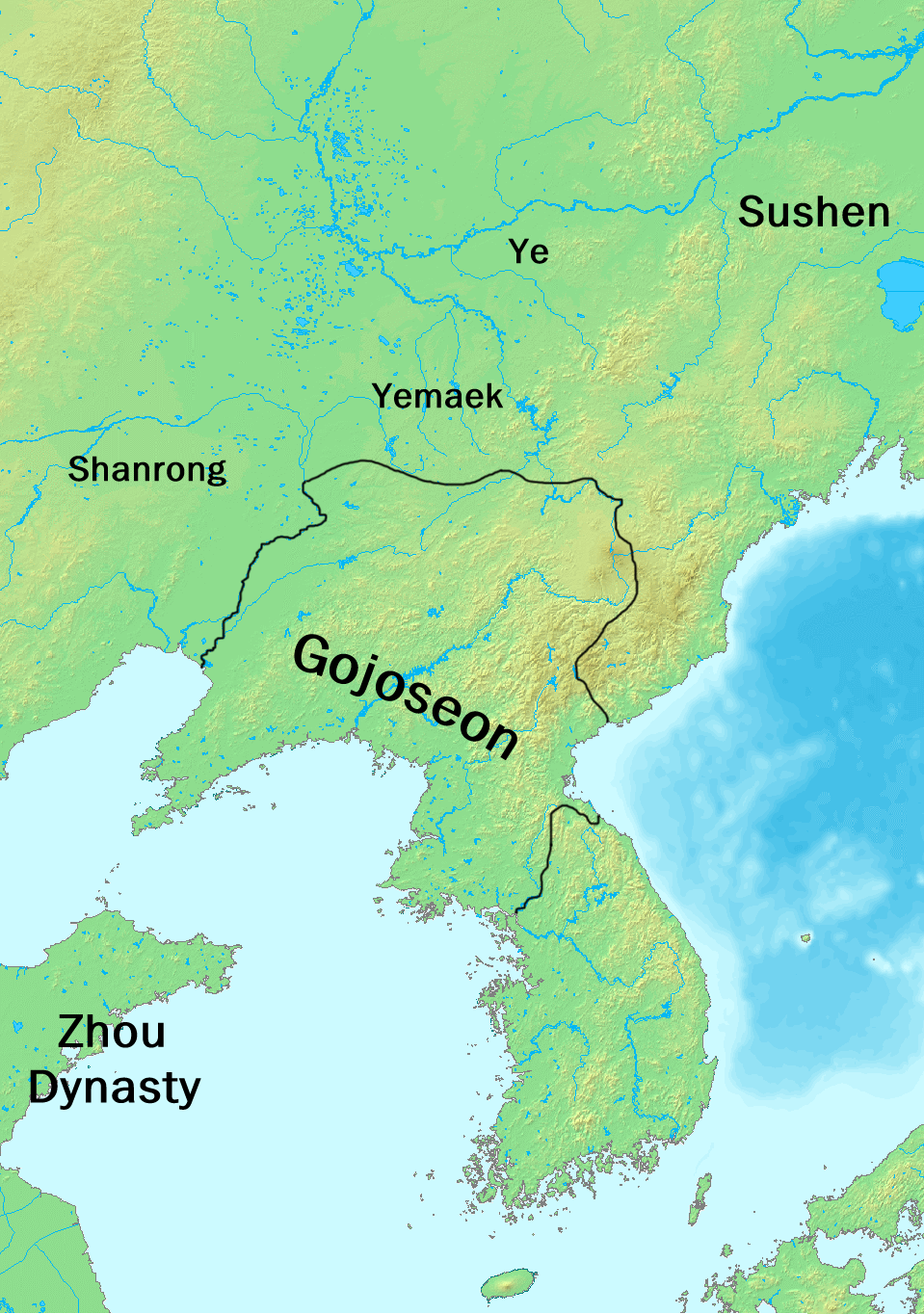
La Corée en -500, avec le sud du Primorié en haut à droite, sans état notable.

L'autre culture majeure est celle de Kroounovka, qui tire son nom d'un village dans l'okroug urbain d'Oussouriïsk, dont le site est habité depuis le Paléolithique. Elle a existé entre 700 av. J.-C. et 100 apr. J.-C., s'étalant au début dans les environs du lac Khanka, avant de se déplacer vers les bassins de la Suifen et de l'Artiomovka, où elle a atteint son apogée. Il y a des doutes sur les débuts de cette culture ; soit elle descendrait de la culture de Yankovski, soit elle serait née de peuples venant d'autre part que le Primorié, soit elle serait née des peuples vivant autour du Khanka, descendant des Sini Gaïs. Vers la fin, ils se seraient installés dans tout le sud-est du Primorié, et certains sites en Chine frontalière et dans le nord de la Corée seraient à eux, datant de la fin de leur culture. L'économie de cette culture était fondée sur l'agriculture (orge, mil et blé); l'élevage bovin (porc, bovin, et cheval), et dans les régions côtières par la pêche, la chasse et la cueillette. Cette culture est celle qui a le plus influencé les cultures suivantes du Primorié. Cette culture est nommée dans les chroniques chinoises sous le nom de Wuji, et Okcho chez les Coréens. On pense aujourd'hui que ces peuples étaient soit de cette culture, soit proches de ceux-ci,,.
De ces chroniques, l'on sait que les anciens étaient les dirigeants des communautés, et il n'y avait pas de chef seul ou de dynastie. Selon les chroniques coréennes, le sud du Primorié où vivait une partie de cette culture était aux mains du royaume antique Gija Joseon (Gojoseon) . Ils étaient frontaliers aux nord des Sushen, et seraient des Yilous, toujours selon les chronique chinoises. Sur la toute fin de leur période, ils étaient intégrés ou frontaliers du royaume Puyŏ (au IIIe siècle AEC) selon les zones,,.

#### Traces de la culture de Kroounovka

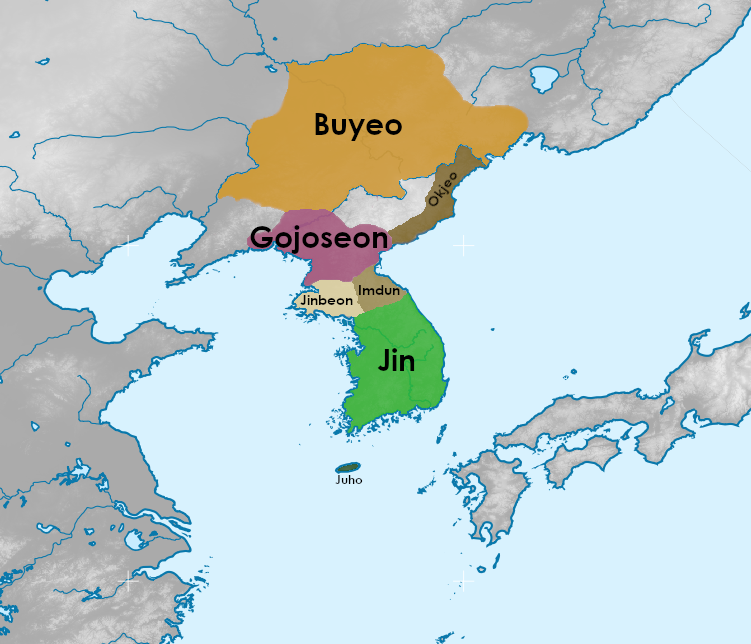
La péninsule coréenne en -200.

Les villages dénombrés de la culture sont supérieurs à 80, en très grande majorité en plaine et dans les vallées fluviales, bien plus rarement sur le littoral. Elles étaient près des terres fertiles, en zone inondable. Plusieurs groupes peuvent être dressés ; celui du Khanka (comme Semipiatnaïa et Novoselichtche 4), étant des villages de tailles moyennes, avec des champs, pâturages et une zone d'artisanat. Le groupe de la Suifen et Tumen possédait de plus grands villages (jusqu'à 12 000 m2, comme à Kroounovka ou Korsakovskoïe II), avec des maisons d'environ 50 à 100 m2, avec là aussi une place importante accordée à l'agriculture et à l'élevage. Enfin, le groupe sud-est (par exemple Kievka, Sokolchi, île de Petrov) est soit en montagne soit en littoral, et les villages de petites tailles, concentrés sur la pêche, la chasse et la cueillette. C'est à cette époque et pendant cette culture que les rues apparaissent, alors que les villages étaient avant soit en cercle soit sans aucun plan. Généralement, les villages avaient une population comprise entre 120 et 500 habitants,,.
Dans les maisons de la culture de Kroounovka apparaissent dès lors un système de chauffage, avec les premiers kangs.
C'est la première culture qui possède un système sociétal important, au moment où le sédentarisme devient la norme, tout comme la métallurgie. Le pouvoir apparaît, les communautés disposent de chefs, et la notion de mariage apparaît également. Ces mariages sont faits dans la famille, fondés sur la consanguinité, et plus rarement entre communautés, avec la création de liens économiques. Ces liens entre communautés forment les premières tribus.
L'agriculture, dont son rôle s'accroît considérablement, est représentée par une large variété d'outils agricoles, de graines et d'animaux domestiques, avec les porcs, les chevaux et les vaches. La pêche, chasse et cueillette reste, avec toujours une importance considérable, en témoignent les nombreux outils de chasse trouvés comme à Oleni 1, et ceux pour désosser la viande et la faire cuire. Parmi les objets sortis des fouilles, on retrouve des objets en bronze (île de Popov), avec des lances et chaudrons ; des objets en fer avec des haches, couteaux, lances ou des ancres pour la pêche ; ou en pierre. Il y avait aussi de la poterie, d'assiettes, en passant par des bols jusqu'à des amphores, comme à Korsakovka 2,,.

## Fin de l'âge du fer

### L'arrivée de nouveaux peuples
La seconde moitié du Ier millénaire av. J.-C. est marquée par la disparition de la culture de Kroounovka, vers le IIIe siècle av. J.-C. Le Primorié est alors sans réelle culture, et les habitants d'alors sont alors considérés comme étant les Yilous. Mais plus au nord, dans le bassin de l'Amour, une autre culture existe, celle de Poltsé, nommée d'après un lieu-dit dans l'oblast autonome juif près du village de Koukelevo. Elle naît à la fin du VIIe siècle AEC, et elle est caractérisée par des villages de pêcheurs, assez grands, avec des kourganes en sépultures. Il y a des poteries et de nombreux outils. Née de la culture d'Ouril, elle a laissé de nombreuses armes et des objets en bronze et en fer. Les colonies étaient fortifiées, prouvant que des affrontements ont pu avoir lieu.

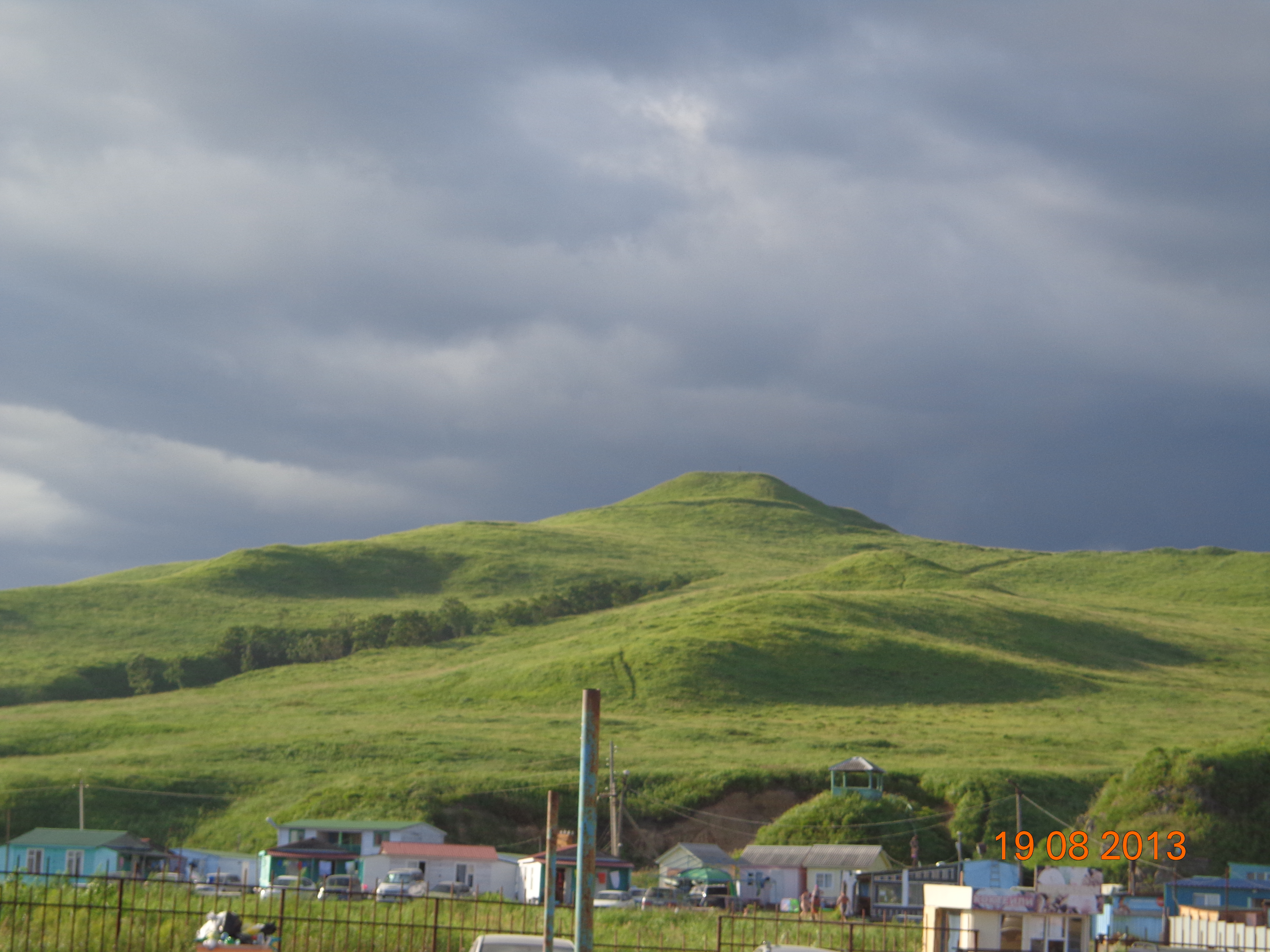
Mont Senkina Chapka.

Entre le IIIe siècle av. J.-C. et le début du Ier siècle, la culture s'est progressivement déplacée vers le Primorié via deux routes distinctes. La raison la plus probable aurait été la présence de tribus mongoles belliqueuses dans leur région, comme les Xianbei, et entre autres raisons une croissance démographique et un changement climatique. La première suit les rives de l'Oussouri et de l'Arsenievka vers le sud tandis que la seconde voie longe le littoral jusqu'à la baie de Pierre-le-Grand. La seconde voie a donné naissance sur la côte orientale à la culture d'Olga, sur tout le littoral sud et est du Primorié. La culture d'Olga était engagée dans toutes les activités économiques d'alors, et elle a laissé des villages comme ceux de Boulokcha, de Senkina Chapka ou de Malaïa Podouchetchka. Dans tous les cas, les deux étaient très semblables, la géographie étant le principal caractère pour les distinguer.

### Nouveaux modes de vie
Selon les recherches archéologiques faites à Boulokcha (raïon de Partizansk, mont Plemiannik), ces migrations se sont faites sur un temps long, par étape. La majorité du temps, les relations étaient pacifiques, permettant des échanges culturels entre les locaux et ces arrivants, ainsi que des mélanges, y compris dans les modes de vie. La culture de Kroounovka a apporté le concept d'organisation sociale par exemple à ces arrivants. Il y eut parfois des relations belliqueuses, entraînant la construction de forteresses par prévention, mais elles ne furent cependant pas militaires toujours selon les fouilles dans ce site,,,,. Ces bases et ces nouveaux modes de vie font apparaître à l'âge de fer les inégalités, et les prérequis à l'apparition d'un État sont désormais présents au Primorié.
La société des peuples du Primorié évolue dans ces temps, avec un rôle grandissant donné aux guerriers, confirmé par la découverte d'armes dans de nombreux sites. Les métallurgistes et potiers sont devenus plus riches que les autres, et l'agriculture impacte aussi la société. Il faut désormais protéger les ressources, qui peuvent être volées par d'autres communautés, afin de se nourrir. Ainsi, on assiste à l'arrivée des inégalités ; qui se traduit dans les logements. Les maisons les plus petites sont reléguées à l'extérieur des villages et appartiennent aux pauvres, tandis que les riches possèdent des maisons spacieuses dans le centre. Les prêtres et les anciens appartiennent à la classe aisée. Les maisons sont en bois, et plus rarement en pierre. Elles sont souvent en partie creusées dans le sol, pour des soucis de chaleur. Les maisons des plus riches sont les plus profondes. Des kangs apparaissent aussi,,,.
Ainsi, l'économie connaît un essor, avec la construction de routes (en terre) au Primorié entre les villages, empruntées par les chevaux et leurs cavaliers, où les selles apparaissent. L'agriculture gagne de nouvelles technologies grâce à l'arrivée de la culture de Poltsé, avec des outils de labourage plus avancés. L'orge et le mil sont cultivés, et l'élevage s'axe à la fois sur les porcs, les vaches et les chevaux. La chasse reste d'actualité, et la pêche devient plus efficace avec de plus grands filets et des lances plus faciles à manier pour chasser les gros poissons. La cueillette en forêt reste, même si de plus en plus de baies et fruits sont cultivés, baies et fruits venant parfois d'autres régions par les échanges. La filature et la poterie connaissent des innovations, et le tour de potier apparaît dans la région. Pour les échanges, les bateaux deviennent plus grands, avec des amphores de toutes tailles. La métallurgie est bien présente, grâce aux premières routes qui permettent de transporter les matières premières. On retrouve ainsi des objets en bronze (bijoux, ceintures, etc.) ; en fer (pelles, faucilles, couteaux, flèches). On sait que des échanges ont eu lieu avec la Corée, mais aussi le Japon,,,.

### Premiers siècles de notre ère
Les premiers siècles de notre ère sont la dernière étape de l'âge du fer, avec près de 40 colonies recensées datant seulement de cette époque sur le littoral. Ces villages auraient pu appartenir soit à la culture d'Olga, soit à la culture de Poltsé, désignée en tant que variante côtière étant donné qu'elle a subi un mélange avec les populations descendantes de culture de Kroounovka. Enfin, ils auraient pu appartenir à un mélange de culture d'Olga et de Poltsé. Ce qui est sûr, c'est que la culture de Poltsé, toujours installée en plaines a disparu vers le IVe siècle, et celle d'Olga entre les IVe et VIe siècles. La culture de Poltsé a laissé derrière elle de nombreux villages, des routes, des kourganes et de nombreux artefacts. L'appartenance culturelle est dans tous les cas pour les premiers siècles toujours en débat, et aucun consensus n'a été trouvé. Il faut aussi noter une similarité de la culture de Poltsé avec plusieurs cultures de Mandchourie dont celle de Wanyanhe, elle disparut vers le IIe siècle de notre ère,.
La culture de Poltsé serait selon les chroniques chinoises des Yilous, et nombre d'entre eux auraient rendu hommage au royaume Puyŏ, même si cet État ne contrôlait pas le Primorié. Toujours selon ces chroniques, ils auraient hérité du système de la culture de Kroounovka, c'est-à-dire ne pas avoir un seul chef, mais des anciens dans chaque village. Enfin, vers le IIIe siècle, ces Yilous auraient formé une union tribale, avec l'apparition d'une position de chef, héritée de père en fils. Les nouvelles technologies, l'apparition de hiérarchie généralisée et l'apparition des inégalités a permis de créer des conditions favorables à l'apparition d'un État dans le Primorié. Cependant, une dernière culture doit encore arriver avant la création d'un pays sur ces terres,.